# 因斯皮雷申岩
因斯皮雷申岩（英語：Inspiration Rocks），是南極洲的岩石，位於埃爾斯沃思地，處於卡什高地北側，屬於瓊斯山的一部分，由明尼蘇達大學地質學會命名，現時由南極條約體系管理。